# Pantaloni skinny

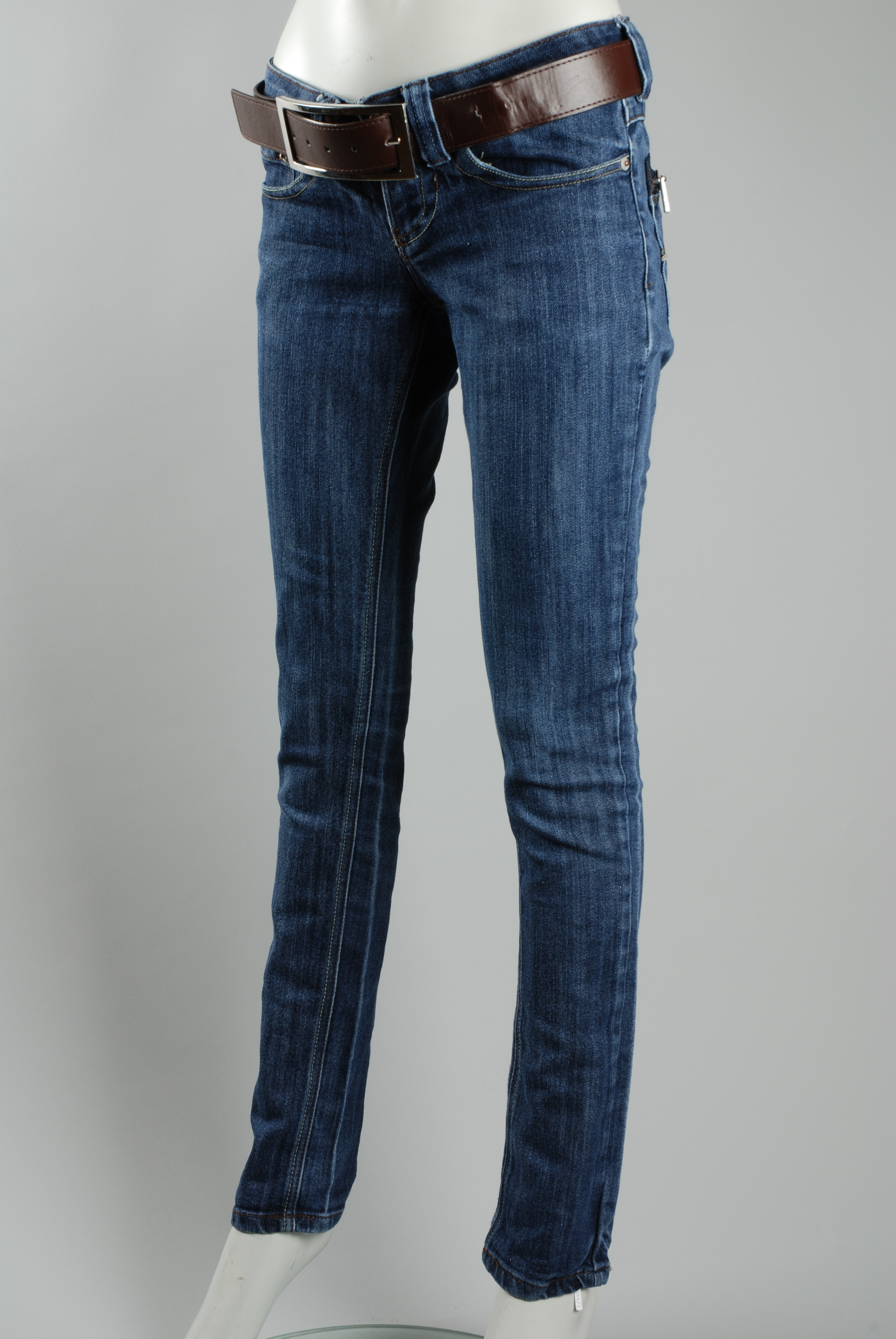
Pantaloni skinny

I pantaloni skinny sono un capo d'abbigliamento molto aderente in cotone o jeans che copre le gambe dalla vita alle caviglie. Riprendono la linea dai pantaloni a sigaretta, detti anche pantaloni slim, che sono però meno aderenti.

## Storia
Sin dall'antichità gli uomini indossano pantaloni e calzature aderenti che vengono considerate precursori degli odierni skinny. Tra questi si possono citare, ad esempio, i pantaloni attillati portati dagli Angli, una tribù che viveva nella Germania settentrionale nel IV secolo, quelli indossati nel XVII secolo dai nobili francesi e quelli dei macaroni inglesi del XVIII secolo.
Fu però solo durante la metà del Novecento, che gli skinny salirono alla ribalta, divenendo parte dell'abbigliamento dei beatnik. Nello stesso periodo venivano portati da celebrità di Hollywood come Marlon Brando, James Dean e Marylin Monroe. I pantaloni aderenti salirono alla ribalta negli anni cinquanta e sessanta del Novecento grazie a musicisti come Elvis Presley, Beatles e i Rolling Stones. Durante gli anni settanta, periodo durante il quale i pantaloni slim cessarono di essere di moda, i rocker indossavano pantaloni aderenti come forma di rifiuto nei confronti della disco, il cui abbigliamento era invece caratterizzato da calzature più larghe e decorate; gli skinny tornarono di moda grazie al fenomeno punk; degna di menzione è anche l'appropriazione degli skinny da parte degli hipster, che li portano talvolta con i risvolti. Nei primi anni 2000, i jeans skinny erano tra gli indumenti di tendenza assieme alle ballerine, i top peplum e le calzature Louboutin; il capo d'abbigliamento caratterizzò anche la moda indie sleaze, perdurata tra la metà degli anni 2000 e i primi anni 2010. Secondo quanto riporta in un suo articolo apparso su Medium nel 2021, la generazione Z avrebbe ripudiato gli skinny. Tra i fattori che avrebbero portato a ciò vi sarebbe stata l'esigenza di portare abiti più comodi da tenere in casa durante la Pandemia di COVID-19 e l'emersione del movimento body positivity.